# The Drifters
The Drifters es un longevo grupo vocal afroamericano de rhythm & blues y doo wop muy popular entre los años 1953 y 1962, que, con varias escisiones, siguen en activo en la actualidad.
La revista Rolling Stone ubicó al grupo en el puesto 81 de su lista de los 100 mejores artistas de todos los tiempos, en el 2012. En 1998 fueron incluidos en el Salón de la Fama de los Grupos Vocales.

## Biografía

### Comienzos
El grupo fue creado por Clyde McPhatter (of Billy Ward & the Dominoes) en 1953, y en ese mismo año consiguen su primer éxito con Money honey, al que seguirían otros como Such a night o White Christmas. Tras la noticia del abandono de McPhatter del grupo the Dominoes, Ahmet Ertegün de la Atlantic Records firma con él para la formación de un nuevo grupo. Su deseo de obtener sonidos gospel, su primer esfuerzo se centró en conseguir a 4 de los 5 miembros de su antiguo grupo de canto en la iglesia, los Mount Lebanon Singers. Se trataban de Eran William "Chick" Anderson (tenor), David Baldwin (barítono), James "Arrugas" Johnson (bajo), y David "Little Dave" Baughan (tenor). Con una sola sesión de grabación de cuatro canciones, el 29 de junio de 1953, McPhatter vio que esta combinación no funcionaba y se decidió por otra línea de contratación.
En este segundo esfuerzo también apuesta por vocalistas de gospel: Gerhart Thrasher segundo tenor, Andrew Thrasher, barítono, (ambos miembros del grupo gospel "Thrasher Maravillas"), Bill Pinkney, tenor alto, Willie Ferbee, al bajo, y Walter Adams a la guitarra. Este es el grupo con el que se produjo el mencionado primer gran éxito, "Money Honey", publicado septiembre de 1953.

### Carrera
Tras varios cambios dentro del grupo, en 1957 McPhatter lo abandona para seguir en solitario, lo que ocasiona que el grupo acabe por separarse un año más tarde. Cuando en 1958, los originales Drifters se pelearon con su mánager, él se creó un gran problema. George Treadwell, el mánager, firmó en el año 1954 un contrato con el Teatro Apollo en que los Drifters aparecerían dos veces al año por un período de 10 años. Pero ahora nunca más habría Drifters. Por una noche, Treadwell vio a un grupo llamado The Five Crowns. El quedó impresionado por su cantante líder, Benjamín Nelson (llamado más tarde Ben. E. King) y los convenció a que ese grupo cambiara su nombre por The Drifters. El nuevo grupo tuvo una serie de éxitos. Uno de los más grandes fue "Save The Last Dance For Me", la cual llegó al número UNO de acuerdo a las listas de Billboard en octubre de 1960. El grupo vuelve a reformarse a las órdenes de los productores Jerry Leiber y Mike Stoller. Sus miembros son Ben E. King, Doc Green, Elsberry Hobbs, Charlie Thomas y Reggie Kimber. De nuevo su primer disco, There goes my baby, resulta ser un gran éxito, al que seguirían otros como Dance with me o This magic moment.

## Discografía parcial
| Año  | Cara A                                            | Cantante principal               | Sello discográfico | Posición en listas | Posición en listas | Posición en listas |
| Año  | Cara A                                            | Cantante principal               | Sello discográfico | US Hot 100         | US R&B             | UK                 |
| ---- | ------------------------------------------------- | -------------------------------- | ------------------ | ------------------ | ------------------ | ------------------ |
| 1953 | "Money Honey"                                     | Clyde McPhatter                  | Atlantic           |                    |                    |                    |
| 1954 | "Lucille"                                         | Clyde McPhatter                  | Atlantic           |                    |                    |                    |
| 1954 | "Honey Love"                                      | Clyde McPhatter                  | Atlantic           |                    |                    |                    |
| 1954 | "Someday You'll Want Me to Want You"              | Bill Pinkney                     | Atlantic           |                    |                    |                    |
| 1954 | "White Christmas"                                 | Bill Pinkney and Clyde McPhatter | Atlantic           | #80                | #5                 |                    |
| 1954 | "Such A Night"                                    |                                  |                    |                    |                    |                    |
| 1955 | "Whatcha Gonna Do"                                | Clyde McPhatter                  | Atlantic           |                    | #2                 |                    |
| 1955 | "Everyone's Laughing"                             | Clyde McPhatter                  | Atlantic           |                    |                    |                    |
| 1955 | "Adorable"/                                       | Johnny Moore                     | Atlantic           |                    | #1                 |                    |
| 1956 | →"Steamboat" (B-Side)                             | Bill Pinkney                     |                    |                    | #5                 |                    |
| 1956 | "Ruby Baby"                                       | Johnny Moore                     | Atlantic           |                    | #10                |                    |
| 1956 | "I Gotta Get Myself a Woman"                      | Johnny Moore and Bill Pinkney    | Atlantic           |                    | #11                |                    |
| 1957 | "Fools Fall in Love"                              | Johnny Moore                     | Atlantic           |                    | #10                |                    |
| 1957 | "Hypnotized"                                      |                                  | Atlantic           | #79                |                    |                    |
| 1957 | "I Know"                                          |                                  | Atlantic           |                    |                    |                    |
| 1957 | "Drip Drop"/                                      | Bobby Hendricks                  | Atlantic           | #58                |                    |                    |
| 1957 | → "Moonlight Bay" (B-Side)                        |                                  | Atlantic           | #72                |                    |                    |
| 1959 | "There Goes My Baby"                              | Ben E. King                      | Atlantic           | #2                 | #1                 |                    |
| 1959 | "(If You Cry) True Love, True Love"/              | Johnny Lee Williams              | Atlantic           | #33                | #5                 |                    |
| 1959 | "Dance With Me" (B-Side)                          | Ben E. King                      | Atlantic           | #1                 | #2                 | #17 (as A-side)    |
| 1960 | "This Magic Moment"                               | Ben E. King                      | Atlantic           | #16                | #4                 |                    |
| 1960 | "Lonely Winds"                                    | Ben E. King                      | Atlantic           | #54                | #9                 |                    |
| 1960 | "Save The Last Dance For Me"                      | Ben E. King                      | Atlantic           | #1                 | #1                 | #2                 |
| 1960 | "I Count the Tears"                               | Ben E. King                      | Atlantic           | #17                |                    | #28                |
| 1961 | "Some Kind of Wonderful"                          | Rudy Lewis                       | Atlantic           | #32                | #6                 |                    |
| 1961 | "Sweets for My Sweet"                             | Charlie Thomas                   | Atlantic           | #16                | #10                |                    |
| 1961 | "Please Stay"                                     | Rudy Lewis                       | Atlantic           | #14                | #13                |                    |
| 1961 | "Room Full of Tears"                              | Charlie Thomas                   | Atlantic           | #72                |                    |                    |
| 1962 | "When My Little Girl Is Smiling"                  | Charlie Thomas                   | Atlantic           | #28                |                    | #31                |
| 1962 | "Stranger on the Shore"                           |                                  | Atlantic           | #73                |                    |                    |
| 1962 | "Sometimes I Wonder"                              | Ben E. King                      | Atlantic           |                    |                    |                    |
| 1963 | "Up on the Roof"                                  | Johnny Stewart                   | Atlantic           | #5                 | #4                 |                    |
| 1963 | "On Broadway"                                     | Rudy Lewis                       | Atlantic           | #9                 | #7                 |                    |
| 1963 | "If You Don't Come Back" /                        |                                  | Atlantic           |                    |                    |                    |
| 1963 | → "Rat Race" (B-Side)                             |                                  | Atlantic           | #71                |                    |                    |
| 1963 | "I'll Take You Home"                              | Johnny Moore                     | Atlantic           | #25                | #24                | #37                |
| 1964 | "Vaya Con Dios"                                   |                                  | Atlantic           | #43                |                    |                    |
| 1964 | "One-Way Love"                                    |                                  | Atlantic           | #56                |                    |                    |
| 1964 | "Under the Boardwalk"                             | Johnny Moore                     | Atlantic           | #4                 | #45                | #45                |
| 1964 | "I've Got Sand in My Shoes"                       | Johnny Moore                     | Atlantic           | #33                |                    |                    |
| 1964 | "Saturday Night at the Movies"                    | Johnny Moore                     | Atlantic           | #18                |                    | #3                 |
| 1964 | "The Christmas Song /I Remember Christmas"        |                                  | Atlantic           |                    |                    |                    |
| 1965 | "At the Club"                                     | Johnny Moore                     | Atlantic           | #43                | #10                | #35                |
| 1965 | "Come On Over to My Place"                        | Johnny Moore                     | Atlantic           | #60                |                    | #9                 |
| 1965 | "Follow Me"                                       |                                  | Atlantic           |                    |                    |                    |
| 1965 | "I'll Take You Where the Music's Playing"         | Johnny Moore                     | Atlantic           | #51                |                    |                    |
| 1966 | "Memories Are Made of This"                       | Johnny Moore                     | Atlantic           | #48                |                    |                    |
| 1966 | "Baby What I Mean"                                | Johnny Moore                     | Atlantic           |                    |                    | #49                |
| 1967 | "Ain't It the Truth"                              |                                  | Atlantic           |                    | #36                |                    |
| 1972 | "Something Tells Me"                              |                                  | Bell               |                    |                    |                    |
| 1973 | "You've Got Your Troubles"                        |                                  | Bell               |                    |                    |                    |
| 1973 | "Like Sister and Brother"                         |                                  | Bell               |                    |                    | #7                 |
| 1974 | "Kissin' in the Back Row of the Movies"           | Johnny Moore                     | Bell               |                    | #83                | #2                 |
| 1974 | "Down on the Beach Tonight"                       | Johnny Moore                     | Bell               |                    |                    | #7                 |
| 1975 | "Love Games"                                      |                                  | Bell               |                    |                    | #33                |
| 1975 | "There Goes My First Love"                        | Johnny Moore                     | Bell               |                    |                    | #3                 |
| 1975 | "Can I Take You Home Little Girl"                 | Johnny Moore                     | Bell               |                    |                    | #10                |
| 1976 | "Hello Happiness"                                 | Johnny Moore                     | Bell               |                    |                    | #12                |
| 1976 | "Every Night's a Saturday Night With You"         |                                  | Bell               |                    |                    | #29                |
| 1976 | "You're More than a Number in My Little Red Book" | Johnny Moore                     | Arista             |                    |                    | #5                 |